# Mihai Petraiche
Mihai Petraiche (n. 26 octombrie 1983, București) este un dansator român, cunoscut pentru participarea la cel de-al doilea sezon Românii au talent, unde s-a clasat pe locul al doilea.

## Copilăria și accidentarea
În copilărie, acesta a descoperit că are o pasiune pentru roboți. Timp de cinci ani a practicat karate tradițional, fiind totodată atras de breakdance. Când se afla în clasa a XI-a, Petraiche a renunțat la școală și a plecat în Antalia, Turcia, unde a dansat timp de doi ani alături de un alt român, Razy Gogonea (devenit mai apoi celebru pentru clasarea pe poziția a patra la concursul Britain's Got Talent).
Fiind atras de atletism, Petraiche a început să se antreneze cu un profesor de fitness și culturism. În 2004, a ocupat locul al treilea la Campionatul Mondial de Fitness din Cehia, pentru ca apoi să câștige alte titluri naționale în același domeniu. În timpul pregătirilor pentru Campionatul European de Fitness din Italia, Petraiche s-a accidentat când executa genuflexiuni, purtând o greutate de 180 de kilograme pe spate. Două vertebre i s-au tasat, prinzându-i nervul sciatic și făcându-l pe Petraiche incapabil să meargă. Cu toate acestea, s-a prezentat la campionat, unde s-a clasat pe ultima poziție și s-a accidentat mai grav.

## Românii au talent
Petraiche susține că durerile sale încetaseră în 2009, cu toate că uneori mai avea niște crize. Din 2011 s-a reapucat ușor de dans și s-a prezentat la preselecțiile celui de-al doilea sezon Românii au talent de la București pentru a-și dovedi că încă mai poate dansa. I-a impresionat pe membrii juriului cu dansul său de robot, trecând în faza semifinalelor cu trei „da”.
În semifinala de pe 4 mai, a executat în genunchi mișcarea de dans popularizată de Michael Jackson, moonwalk. Prestația sa a fost lăudată de juriu, Mihai Petre numindu-l „cel mai bun dansator de la Românii au talent”. Acesta a mers în finala concursului de pe locul al doilea, alături de dansatorii surzi de la No Limit, clasați pe prima poziție, și de speedcuberul Cristian Leana, ales de juriului să meargă în etapa finală.
Petraiche s-a temut că nu va putea să egaleze numărul din semifinală; drept urmare, a modificat coregrafia până aproape de momentul intrării în scenă. Acesta a declarat: „Se cheamă stroboscop și ți se pune în mișcare întreaga musculatură. Doar câțiva oameni din lume pot face asta. Inițial, am crezut că nu voi mai putea intra în show-ul din finală și am schimbat coregrafia până în ultima oră.”  Mihai Petre i-a apreciat din nou prestația și a mărturisit că speră ca Petraiche sau mentalistul Cristian Gog să câștige. În cele din urmă, pe primul loc s-a clasat mentalistul, urmat de Petraiche și de speedcuberul Cristian Leana.